# Jorge Burgues
Jorge Burgues, nascut Giorgio Borghese (Rapallo, República de Gènova, 1691 - Montevideo, 1766), va ser el primer habitant permanent i regidor de la ciutat de Montevideo durant l'època colonial.

## Biografia
Els Borghese eren originaris de Siena, tot i que Jorge Burgues va néixer a Rapallo, República de Gènova, fill del també genovès Filipo Borghese (n. Sarzana, ca. 1663) i d'Ana Posansa (ca. 1670). Va emigrar a Buenos Aires, Virregnat del Perú, a començament del segle xviii.
El 1724 va creuar a la Banda Oriental (actual Uruguai), al port de Las Vacas, i es va establir a la zona de la badia de Montevideo. Al moment de fundar-se Montevideo el 1726, Burgues vivia en una "casa ferma edificada en pedra i coberta de teules i estada on manté bestiar major boví i cavallí...", edificada amb les seves pròpies mans. La casa de Burgues era el lloc de reunió dels regidors i funcionaris de l'època, ja que en aquells dies encara no hi havia ajuntament.

### Família i descendència
Burgues va contraure matrimoni el 20 de febrer de 1720 amb María Martina de Carrasco y Melo Coutinho (Buenos Aires, novembre de 1703 - Montevideo, 8 de febrer de 1739), filla legítima del capità andalús Salvador Carrasco (Màlaga, 1655) i de Leonor de Melo-Coutinho y Ribera (Buenos Aires, c. 1666). La parella va tenir set fills: María Antonia (1721), Basilio Antonio (1723), Margarita Josefa (1725), María Martina (1727), Juan José (1729), Roque (1732) i Rosa (1736). Margarita Josefa es va casar amb el paraguaià d'ascendència anglo-irlandesa Melchor Colman (Asunción, 1714), amb el qual va tenir cinc fills. Un dels seus descendents va ser el soldat Carmelo Colman, un dels trenta-tres orientals que van participar en les lluites de la independència de l'Uruguai. D'altra banda, la quarta filla, María Martina, seria l'àvia del futur president de la República Luis Eduardo Pérez.
En enviduar el 1739, Burgues va contraure matrimoni en segones núpcies amb Agustina Pérez Bravo y Febles (ca. 1725), amb la qual va tenir tres fills.

## Homenatge
En l'actualitat, una avinguda de Montevideo porta el seu nom.